# Svansjön (Dorotea socken, Lappland, 716667-148203)
Svansjön är en sjö i Dorotea kommun i Lappland och ingår i Ångermanälvens huvudavrinningsområde. Sjön har en area på 0,494 kvadratkilometer och ligger 386,1 meter över havet.

## Delavrinningsområde
Svansjön ingår i det delavrinningsområde (716698-148069) som SMHI kallar för Inloppet i Raitasjön. Medelhöjden är 430 meter över havet och ytan är 6,67 kvadratkilometer. Det finns ett avrinningsområde uppströms, och räknas det in blir den ackumulerade arean 9,95 kvadratkilometer. Vattendraget som avvattnar avrinningsområdet har biflödesordning 4, vilket innebär att vattnet flödar genom totalt 4 vattendrag innan det når havet efter 258 kilometer. Avrinningsområdet består mestadels av skog (79 procent). Avrinningsområdet har 0,49 kvadratkilometer vattenytor vilket ger det en sjöprocent på 7,4 procent.